# Mayridia formosula
Mayridia formosula är en stekelart som beskrevs av Mercet 1921. Mayridia formosula ingår i släktet Mayridia och familjen sköldlussteklar.
Artens utbredningsområde är:
- Bulgarien.
- Ungern.
- Kazakstan.
- Mongoliet.
- Rumänien.
- Spanien.
- Armenien.
- Azerbajdzjan.
- Turkmenistan.
- Moldavien.
- Ukraina.
- Uzbekistan.
- Kroatien.

Inga underarter finns listade i Catalogue of Life.